# Mira-Bhayandar
Mira-Bhayandar is een nagar panchayat (plaats) in het district Thane van de Indiase staat Maharashtra. 

## Demografie
Volgens de Indiase volkstelling van 2011 wonen er 809.378 mensen in Mira-Bhayandar, waarvan 55% mannelijk en 45% vrouwelijk is. De plaats heeft een alfabetiseringsgraad van 78%. 